# Elassogaster metallica
Elassogaster metallica är en tvåvingeart som beskrevs av Jacques-Marie-Frangile Bigot 1860. Elassogaster metallica ingår i släktet Elassogaster och familjen bredmunsflugor. Inga underarter finns listade i Catalogue of Life.